# Jack Reacher
Jack Reacher è un personaggio letterario e cinematografico creato da Lee Child e comparso per la prima volta nel romanzo del 1997 Zona pericolosa. È il protagonista di tutti i romanzi dell'autore (oltre 20), quasi tutti ambientati nello stesso anno della pubblicazione.

## Biografia del personaggio
Nato a Berlino Ovest nel 1960 da madre parigina (Colpo secco) e padre militare statunitense soggetto a frequenti spostamenti, è cresciuto con il fratello maggiore Joe nei villaggi militari di tutto il mondo. Nel primo libro, sei mesi dopo aver lasciato l'Esercito, Jack viene arrestato per omicidio e si scoprirà che la vittima è proprio il fratello Joe.
Arruolatosi giovanissimo nell'Esercito USA, entra nella Polizia Militare raggiungendo il Grado di Maggiore. Eroe di guerra in Medio Oriente, pluridecorato, abile tiratore dal fisico possente, lascia l'Esercito a 36 anni per dedicarsi ad una vita da vagabondo negli Stati Uniti.
Con sé ha solamente quello che può portare nelle tasche (qualche banconota, lo spazzolino da denti ed un passaporto scaduto), ma non ha l'aspetto del barbone perché sfrutta bagni pubblici e motel economici per essere un po' in ordine. Piuttosto che lavare accuratamente i vestiti ne ricompra di nuovi ogni tre giorni.
Ha avuto una relazione stabile per circa un anno con Jodie (Via di fuga), figlia del suo ex Comandante Leon Garber dopo che quest'ultimo era morto e circa tre anni dopo aver lasciato l'Esercito.

## Personalità
Nei romanzi Reacher è spesso descritto come calmo, riflessivo e risoluto, a volte perfino stoico, capace di non battere ciglio perfino di fronte alla morte di suo fratello (Zona pericolosa) e di sua madre (Il nemico). Non per questo è privo di emozioni. 
Reacher ha un forte senso di giustizia e moralità, spesso difendendo i deboli e punendo i colpevoli (La vittima designata), anche a costo di affrontare rischi personali (Una ragione per morire). 
La sua scelta di vivere come un vagabondo senza legami fissi, possedimenti o responsabilità, lo rende un'affascinante icona della libertà assoluta. Ha rischiato di perdere questa abitudine solo quando si innamora di Jodie Garber (Trappola mortale) e si stabilisce per un po' con lei a New York (Via di fuga).

## Caratteristiche fisiche e abilità
Muscoloso, alto 1,96 metri, peso che nei romanzi oscilla tra i 95 e i 113 chilogrammi; ha occhi azzurro ghiaccio e capelli biondo scuro. Dimostra una passione estrema per la matematica ed un'educazione in materie umanistiche insospettabile. Ama la musica blues e jazz. Un “cavaliere errante” che non cerca guai, ma è sempre pronto a correre in soccorso dei più deboli. 
Reacher dispone di una vasta gamma di abilità che contribuiscono alla sua figura iconica. La sua impressionante forza fisica è evidente nella sua capacità di affrontare avversari di qualunque stazza o preparazione marziale con relativa facilità.  
Reacher è un eccellente combattente corpo a corpo, con un approccio diretto e senza fronzoli, avvantaggiato dalla sua enorme forza fisica (in un'occasione ha dimostrato di poter sollevare sopra la sua testa un peso di quasi 200 kg). Pur non essendo un maestro in nessuno stile classico di combattimento, Reacher ingloba tecniche da diverse arti marziali dimostrando una padronanza nel neutralizzare minacce con una precisione chirurgica. Come spiegherà egli stesso, queste abilità sono almeno in parte il risultato di una lunga esperienza che risale alla sua infanzia e adolescenza, quando lui e suo fratello erano costretti a lottare con i loro coetanei durante i frequenti cambi di scuola. Reacher ha poi affinato queste abilità durante il servizio militare, svolto in teatri caldi come Libano, Panamà e Iraq, luoghi pericolosi dove lui e i suoi commilitoni della polizia militare erano incaricati di mantenere l'ordine. Proprio durante questi soggiorni Reacher ha avuto modo di maturare un'esperienza pluridecennale in tecniche di combattimento che gli torneranno utili nella vita da civile. Per un po' di tempo Reacher ha prestato servizio nella 110° Unità Speciale, un'immaginaria unità del CID specializzata nel rintracciare e arrestare trasgressori militari particolarmente pericolosi come i membri delle Forze speciali.   
Reacher è un esperto tiratore, essendo l'unico non marine nella storia ad aver vinto una U.S. Marine Corps 1000 Yard Invitational rifle competition. In condizioni favorevoli ha dimostrato di poter centrare un bersaglio a 900 metri, un'impresa degna di un cecchino professionista di alto livello.  
Nonostante il suo aspetto duro e il suo stile di vita errante, Jack Reacher mostra una mente acuta e un'intelligenza tattica. È in grado di valutare rapidamente situazioni complesse e di adattare le sue strategie di conseguenza. La sua capacità di pensiero rapido e decisioni pragmatiche lo rendono un agente altamente efficace nelle sue missioni.
In aggiunta alle sue abilità fisiche e mentali, Reacher è noto per il suo acuto senso d'osservazione. La sua capacità di cogliere dettagli spesso trascurati gli consente di risolvere misteri e affrontare sfide con un approccio investigativo e analitico.
In sintesi, Jack Reacher incarna un mix unico di forza fisica, resistenza, abilità nel combattimento, intelligenza tattica e un acuto senso investigativo, rendendolo un personaggio letterario intramontabile con un impatto significativo nella narrativa di genere thriller.

## Romanzi
| N. | Ediz. originale | Titolo originale                 | Ediz. italiana (Longanesi) | Titolo italiano             | ISBN ed. italiana | Ordine temporale |  |
| -- | --------------- | -------------------------------- | -------------------------- | --------------------------- | ----------------- | ---------------- |  |
| 1  | 1997            | Killing Floor                    | 2000                       | Zona pericolosa             | 978-88-304-1460-0 | 10               |  |
| 2  | 1998            | Die Trying                       | 2001                       | Destinazione inferno        | 978-88-304-1675-8 | 11               |  |
| 3  | 1999            | Tripwire                         | 2002                       | Trappola mortale            | 978-88-304-1945-2 | 12               |  |
| 4  | 2000            | Running Blind oppure The Visitor | 2003                       | Via di fuga                 | 978-88-304-2017-5 | 13               |  |
| 5  | 2001            | Echo Burning                     | 2004                       | Colpo secco                 | 978-88-304-2111-0 | 14               |  |
| 6  | 2002            | Without Fail                     | 2006                       | A prova di killer           | 978-88-304-2329-9 | 15               |  |
| 7  | 2003            | Persuader                        | 2007                       | La vittima designata        | 978-88-304-2399-2 | 16               |  |
| 8  | 2004            | The Enemy                        | 2005                       | Il nemico                   | 978-88-304-2262-9 | 5                |  |
| 9  | 2005            | One Shot                         | 2008                       | La prova decisiva           | 978-88-304-2543-9 | 17               |  |
| 10 | 2006            | The Hard Way                     | 2014                       | Un passo di troppo          | 978-88-304-2621-4 | 18               |  |
| 11 | 2007            | Bad Luck and Trouble             | 2009                       | Vendetta a freddo           | 978-88-304-2646-7 | 19               |  |
| 12 | 2008            | Nothing To Lose                  | 2010                       | Niente da perdere           | 978-88-304-2761-7 | 20               |  |
| 13 | 2009            | Gone Tomorrow                    | 2011                       | I dodici segni              | 978-88-304-3078-5 | 22               |  |
| 14 | 2010            | 61 Hours                         | 2012                       | L'ora decisiva              | 978-88-304-3295-6 | 23               |  |
| 15 | 2010            | Worth Dying For                  | 2013                       | Una ragione per morire      | 978-88-304-3351-9 | 24               |  |
| 16 | 2011            | The Affair                       | 2014                       | La verità non basta         | 978-88-304-4022-7 | 9                |  |
| 17 | 2012            | A Wanted Man                     | 2015                       | Il ricercato                | 978-88-304-4202-3 | 26               |  |
| 18 | 2013            | Never Go Back                    | 2015                       | Punto di non ritorno        | 978-88-304-4369-3 | 28               |  |
| 19 | 2014            | Personal                         | 2016                       | Personal                    | 978-05-930-7382-7 | 30               |  |
| 20 | 2015            | Make Me                          | 2017                       | Prova a fermarmi            | 978-88-304-4741-7 | 34               |  |
| 21 | 2016            | Night School                     | 2018                       | Non sfidarmi                | 978-88-304-5047-9 | 8                |  |
| 22 | 2017            | The Midnight Line                | 2019                       | Inarrestabile               | 978-88-304-5232-9 | 35               |  |
| 23 | 2018            | Past Tense                       | 2020                       | Il passato non muore        | 978-88-502-6295-3 | 40               |  |
| 24 | 2019            | Blue Moon                        | 2021                       | Implacabile                 | 978-88-304-5717-1 | 44               |  |
| 25 | 2020            | The Sentinel                     | 2021                       | L'ultima sentinella         | 978-88-304-5733-1 | 45               |  |
| 26 | 2021            | Better off Dead                  | 2022                       | Meglio morto                | 978-88-304-5920-5 | 46               |  |
| 27 | 2022            | No Plan B                        | 2023                       | Nessun piano B              | 978-88-304-6062-1 | 47               |  |
| 28 | 2023            | The Secret                       | 2024                       | Un segreto per Jack Reacher | 978-88-304-6175-8 | 48               |  |
| 29 | 2024            | In Too Deep                      | 2025                       | Senza uscita                | 978-88-304-6427-8 | 49               |  |

### Riconoscimenti
Il romanzo Zona pericolosa ha ottenuto tre riconoscimenti, ovvero un Anthony Award, il premio Barry per il miglior romanzo d'esordio e il premio Japan Adventure Fiction Association.
Il romanzo Destinazione inferno ha ottenuto il premio WH Smith Thumping Good Read.
Il romanzo Il nemico ha ottenuto due riconoscimenti, ovvero il premio Nero Wolfe e il premio Barry per il miglior romanzo.
Il romanzo L'ora decisiva ha ottenuto il premio Theakston's Old Peculier per il romanzo Giallo dell'anno.
Il romanzo Il ricercato ha due riconoscimenti, ovvero il premio Specsavers' National Book Award e il premio National Book awards per romanzo dell'anno nella categoria Gialli.

## Raccolte di Racconti
| Ediz. originale | Titolo originale | Ediz. italiana (Longanesi) | Titolo italiano            | ISBN ed. italiana | Racconti                                                             | Ordine temporale rispetto ai romanzi |
| --------------- | ---------------- | -------------------------- | -------------------------- | ----------------- | -------------------------------------------------------------------- | ------------------------------------ |
| 2017            | No Middle Name   | 2019                       | Il mio nome è Jack Reacher | 978-88-304-5226-8 | Troppo tempo (Too Much Time)                                         | 38                                   |
| 2017            | No Middle Name   | 2019                       | Il mio nome è Jack Reacher | 978-88-304-5226-8 | Identità sconosciuta (James Penney's New Identity versione del 1999) | 6                                    |
| 2017            | No Middle Name   | 2019                       | Il mio nome è Jack Reacher | 978-88-304-5226-8 | Tutti parlano (Everyone Talks)                                       | 27                                   |
| 2017            | No Middle Name   | 2019                       | Il mio nome è Jack Reacher | 978-88-304-5226-8 | Magari hanno una tradizione (Maybe They Have a Tradition)            | 36                                   |
| 2017            | No Middle Name   | 2019                       | Il mio nome è Jack Reacher | 978-88-304-5226-8 | Non è un'esercitazione (Not a Drill)                                 | 39                                   |
| 2017            | No Middle Name   | 2019                       | Il mio nome è Jack Reacher | 978-88-304-5226-8 | Un tizio entra in un bar (Guy Walks into a Bar)                      | 21                                   |
| 2017            | No Middle Name   | 2019                       | Il mio nome è Jack Reacher | 978-88-304-5226-8 | Nessuna stanza libera al Motel (No Room at the Motel)                | 32                                   |
| 2017            | No Middle Name   | 2019                       | Il mio nome è Jack Reacher | 978-88-304-5226-8 | Il dipinto del diner malinconico (The Picture of the Lonely Diner)   | 33                                   |
| 2017            | No Middle Name   | 2020                       | Sempre io, Jack Reacher    | 978-88-304-5514-6 | Secondo Figlio (Second Son)                                          | 1                                    |
| 2017            | No Middle Name   | 2020                       | Sempre io, Jack Reacher    | 978-88-304-5514-6 | Caldo Rovente (High Heat)                                            | 2                                    |
| 2017            | No Middle Name   | 2020                       | Sempre io, Jack Reacher    | 978-88-304-5514-6 | Copertura Profonda (Deep Down)                                       | 3                                    |
| 2017            | No Middle Name   | 2020                       | Sempre io, Jack Reacher    | 978-88-304-5514-6 | Piccole Guerre (Small Wars)                                          | 4                                    |

## Cinema
Il romanzo del 2005 La prova decisiva è stato adattato per il cinema: Jack Reacher - La prova decisiva in cui il protagonista è interpretato da Tom Cruise. In questa pellicola la caratterizzazione di Reacher è molto simile a quella della versione cartacea: presenta infatti anche qui la grande intelligenza ed abilità nel combattimento che lo caratterizzavano. La vera differenza si riscontra sul piano fisico: qui Jack ci viene presentato come un uomo di media statura, molto in forma, e non estremamente alto e muscoloso come descritto nei libri. Nel 2016 arriva sul grande schermo il secondo film Jack Reacher - Punto di non ritorno, ispirato all'omonimo romanzo del 2013.

## Serie televisiva
Nel 2022, il personaggio di Reacher è approdato anche sul piccolo schermo con una serie TV che porta il suo nome. A indossare i panni del protagonista è Alan Ritchson, accompagnato da altri attori e attrici quali Willa Fitzgerald, Malcom Goodwin e Kristin Kreuk. La prima stagione, tratta dal romanzo Zona pericolosa, ha debuttato il 4 febbraio 2022 su Amazon Prime Video. La seconda stagione, tratta dal romanzo Vendetta a freddo, ha debuttato il 15 dicembre 2023 sempre su Amazon Prime Video. La terza stagione, tratta dal romanzo La vittima designata, ha debuttato il 20 febbraio 2025.